# Jóvenes y rebeldes
Jóvenes y rebeldes o Juventud rebelde es una película mexicana de comedia y melodrama de 1961, escrita por José María Fernández Unsáin, dirigida por Julián Soler y protagonizada por Adalberto Martínez "Resortes" y Lorena Velázquez. En la cual destaca la presentación musical de la agrupación estadounidense, Bill Haley y sus Cometas, además de las actuaciones especiales de César Costa, Sonia Furió, Ana Luisa Peluffo, Ana Bertha Lepe y María Eugenia Rubio.

## Sipnosis
Luego de salir de la cárcel, Resortes consigue trabajo como mesero en un restaurante, se enfrenta y gana el respeto de unos jóvenes rebeldes. Betty (Lorena Velázquez), una de las únicas integrantes le da lecciones a Resortes y él se entusiasma con ella. El Charrascas, compañero de celda de Resortes, lo obliga a participar en el secuestro de Betty. También interviene el rebelde Dennis, pero al final cuando se enfrenta con otros al Charrascas y lo vence, Betty dice a Resortes que sólo le interesó para documentar su tesis y él entra a estudiar primaria con unos niños.

## Elenco
- Adalberto Martínez como Resortes
- Lorena Velázquez como Betty
- César Costa como Él mismo
- Sonia Furió como Ella misma
- Ana Luisa Peluffo como Ella misma
- Ana Bertha Lepe como Ella misma
- María Eugenia Rubio como Ella misma
- David Silva como El Charrascas
- Fernando Luján como Dennis
- Carlos Riquelme como padre de Betty
- Alejandro Ciangherotti
- Francisco Reiguera como Don Celso, dueño de restaurante
- Carlos Bravo y Fernández
- Emma Arvizu como madre de Betty
- Antonio Monsell como Joven rebelde
- Manuel Alvarado como Joven rebelde
- Franny Beecher como músico de Bill Haley y sus Cometas
- Antonio Bravo como Profesor Universitario
- Johnny Grande como músico de Bill Haley y sus Cometas
- Bill Haley
- Guillermo Hernández como El Zapote
- Pepe Hernández como Hombre asaltado por equivocación
- Ralph Jones como músico de Bill Haley y sus Cometas
- Rudy Pompilli como Él mismo, saxofonista de Bill Haley y sus Cometas
- Al Rappa como músico de Bill Haley y sus Cometas
- Leopoldo Salazar como Joven
- Ramón Valdés como El Rata
- Darío Vivian como Policía
- Billy Williamson como músico de Bill Haley y sus Cometas
- Fernando Yapur como El Gordo
- Eduardo Zamarripa como Maestro

- Datos: Q5550450